# Murbo och Hinsbo
Murbo och Hinsbo är en ort i Stora Tuna distrikt (Stora Tuna socken) i Borlänge kommun, Dalarnas län.
Murbo och Hinsbo var tidigare (2005) av SCB definierad som en småort men efter befolkningsminskningen upphörde den beteckningen 2010.